# Flexión plantar

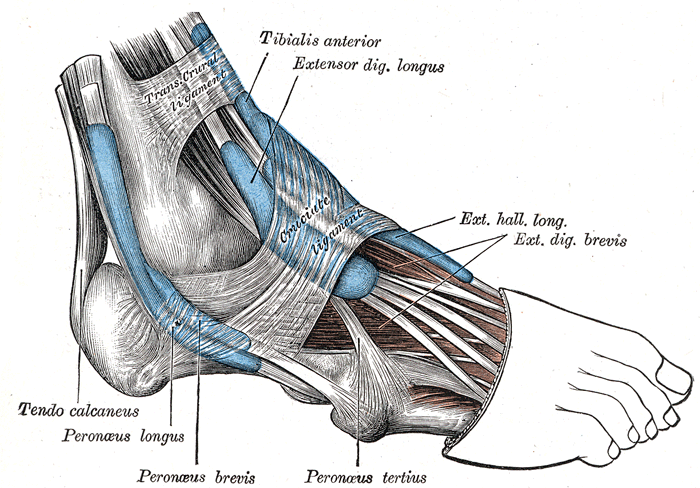
Peronaeus longus y peronaeus brevis etiquetados en la parte inferior izquierda.

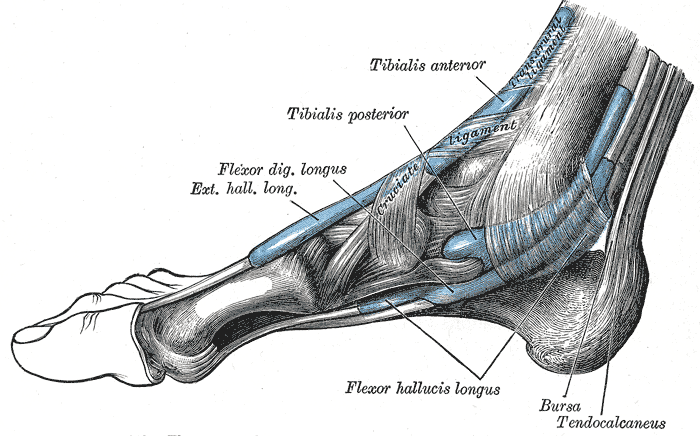
Músculos flexores visibles en la parte inferior central.

La flexión plantar o plantarflexión es el movimiento que incrementa el ángulo aproximado de 90° entre la parte frontal del pie y la tibia, como cuando se sube una escalera.
El movimiento inverso es la flexión dorsal o dorsiflexión, en la que la parte dorsal (o superior) del pie se acerca hacia la tibia, reduciendo el ángulo entre ambas por debajo de los 90 grados
El movimiento se produce en el tobillo.
El rango de movimiento normal para la flexión plantar se suele establecer entre 30° y 40°, pero puede llegar a ser de 50°.
Los nervios implicados parten de las raíces sacras S1 y S2. Una compresión en la raíz S1 puede resultar en debilidad en el movimiento de flexión plantar.

## Músculos
Los músculos principales implicados en la plantarflexión son:
- Compartimento posterior de la pierna
  - superficial
    - Músculo gastrocnemio
    - Músculo sóleo
    - Músculo plantar delgado (participación débil)

  - profundo
    - Músculo flexor largo del hallux
    - Músculo flexor largo de los dedos
    - Músculo tibial posterior

- Compartimento lateral de la pierna (participación débil)
  - Músculo peroneo lateral largo
  - Músculo peroneo lateral corto